# Базилика Нуестра Сеньора дел Пилар
Катедралата Нуестра Сеньора дел Пилар е един от най-големите католически храмове на Испания в стил бароко и най-големия храм в Сарагоса. Базиликата е посветена на Дева Мария и на предполагаемото нейно появяване по тези места в около 40 г. от новата ера. В центъра на катедралата е поставена колона изработена от яспис завършваща със статуя от XV век, изобразяваща Мария с младенеца.
Катедралата е дълга 130 м., широка 67 м., има 4 кули и 11 купола. Външното покритие на куполите е направено с плочки азулежу.
При проведено допитване през 2007 г. катедралата заема едно от челните места в списъка на „12-те съкровища на Испания“ (на английски: 12 Treasures of Spain)